# Marie-Christine Cazier
Marie-Christine Cazier, född den 23 augusti 1963 i Paris i Frankrike, är en före detta friidrottare som tävlade i kortdistanslöpning.
Caziers främsta meriter är på 200 meter. Vid det första världsmästerskapet inomhus 1985 slutade hon tvåa. Året efter blev hon även tvåa vid EM 1986 då slagen av Heike Daute som noterade ett nytt världsrekord i det loppet.

## Personliga rekord
- 200 meter - 22,32 från 1986